# Phelocalocerella albonotata
Phelocalocerella albonotata là một loài bọ cánh cứng trong họ Cerambycidae.